# مالاپارته ۳۴۷۹
سیارک ۳۴۷۹ (به انگلیسی: 3479 Malaparte، نامگذاری:1980TQ) سه هزار و چهارصد و هفتاد و نهمین سیارک کشف شده‌است که در ۳ اکتبر ۱۹۸۰ کشف شد.
قدر مطلق سیارک برابر ۱۱٫۴۰ است.